# OXO
《OXO》是亚历山大·S·道格拉斯于1952年创作的井字棋电子游戏。是早期的电子游戏。游戏是道格拉斯为剑桥大学人机交互课题而开发。
《OXO》是在延遲存儲電子自動計算器（EDSAC）上编写的。EDSAC是最早的储存程序计算机之一，可以读取或写入储存器。机器有三块小型显像管屏幕，用以指示储存器状态；道格拉斯重新定义了一块屏幕，使之向用户显示其他信息，如井字棋游戏状态。游戏在完成目的后废弃，后来又重建。
《OXO》和克里斯托弗·斯特雷奇同期的西洋跳棋游戏，是已知最早以电子屏幕显示画面的游戏。按某些定义，《OXO》是最早的电子游戏，而一些电子游戏定义要求画面活动或实时更新，故《OXO》排除在外。

## 历史

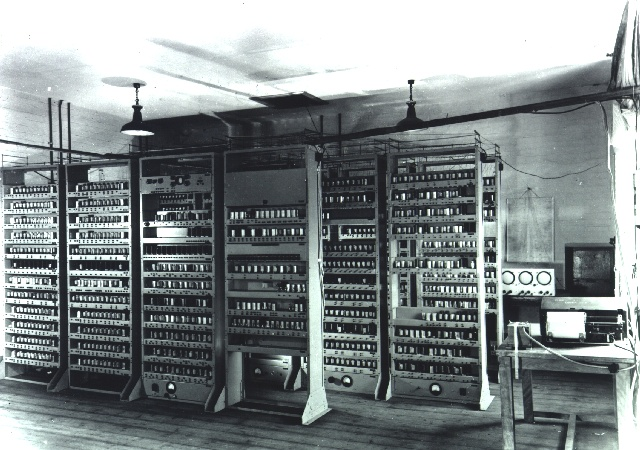
1948年时的延遲存儲電子自動計算器

延遲存儲電子自動計算器（EDSAC）从1946年起在剑桥大学数学实验室开工，1949年5月6日运行首个程序，而到1958年7月11日时仍在使用。EDSAC体积占据整间房，是很早的储存程序计算机，其储存器可以读取或写入；计算机有3支35×16点阵显像管（CRT），用于指示储存器状态。亚历山大·S·道格拉斯是大学的数学博士候选人，论文主题为人机交互，用机器屏幕向用户传递其他信息；他选择显示游戏当前状态来做到这点。
道格拉斯用EDSAC模拟井字棋（又称“圈与叉”）游戏，并让游戏状态显示于屏幕上。如同其他早期电子游戏，道格拉斯完成任务后即废弃游戏。道格拉斯除“圈与叉”外并未给游戏起名；几十年后计算机史学家马丁·坎贝尔-凯利制作EDSAC模拟文件时，首次使用“OXO”一名 。在《OXO》完成的几乎同时，克里斯托弗·斯特雷奇强化了1951年编写的初版西洋跳棋程序，并将之移植到Ferranti Mark 1，使用显像管显示游戏状态。《OXO》和斯特雷奇的西洋跳棋，是已知最早用电子屏幕显示画面的游戏，但二者谁更先则不详。《OXO》在电脑设备上运行并显示画面，按部分定义是最早的电子游戏，但还有定义要求画面活动或连续更新，《OXO》并不满足标准。

## 玩法
用户在每局游戏中，都和走法“完美”的人工智能对弈井字棋。玩家用转轮拨号电话输入落子棋位的编号，之后电脑行棋。双方的招法会在屏幕上显示，而画面只会在游戏状态改变时更新。EDSAC无法移动，《OXO》从未向公众公开，只有获得特许才能在剑桥大学数学实验室游玩，电脑和游戏都仅用于学术研究。